# جون سيلكوك
جاك سيلكوك (بالإنجليزية: Jack Silcock)  (15 يناير 1898 - 28 يونيو 1966) كان لاعب كرة قدم إنجليزي، لعب في مركز الظهير الأيسر، وقضى معظم حياته المهنية في نادي مانشستر يونايتد الإنجليزي.  توفي في عام 1966، عن عمر يناهز 68 عامًا.

## مسيرته الإحترافية
لعب  مع "أسبل جونيورز" و"أثيرتون" عندما كان شابًّا، ثم في عام 1916، وقّع مع مانشستر يونايتد كمتدرب، وفي عام 1919 بدأ مسيرته الاحترافية معهم. حيث لعب 423 مباراة، وسجل هدفين بقميص النادي، قبل إنتقاله عام 1934 لنادي "أولدهام أثليتيك"، حيث أنهى مسيرته كلاعب هناك.
مسيرته الدولية
فاز جاك سيلكوك مع منتخب بلاده إنجلترا بثلاث مباريات دولية بين عامي 1921 و1923.